# 大德山
大德山是位于全北特别自治道 茂朱郡和庆尚北道 金泉市之间的一座山峰。
位于茂朱郡最东端的1,290米高的大德山是一座名山，它的山脊朝着伽耶山延伸，在庆尚北道金泉市和庆尚南道 居昌郡之间形成了高达1,250米的分界点，即与海拔1,250米的初尖山相邻。传说大德山的主峰曾经被称为达洛山或多岳山，山顶上曾有祈雨坛。
这座山形态柔和却带有厚重而坚定的男性气质，从古至今培养了无数杰出人物。而这座山所在的茂丰面，因南师古的十胜之地之一而闻名，因此更具声望。